# Ranelat de stronțiu
Ranelatul de stronțiu (cu denumirea comercială Protelos) este un medicament utilizat în tratamentul osteoporozei severe. Calea de administrare disponibilă este cea orală. Este sarea stronțiului cu acidul ranelic.
În anul 2013, EMA a anunțat restrângerea indicațiilor și introducerea de noi contraindicații și atenționări pentru tratamentul cu ranelat de stronțiu.

## Utilizări medicale
Ranelatul de stronțiu este utilizat în tratamentul osteoporozei severe, la femei în perioada de postmenopauză, și la bărbați adulți, cu risc crescut de fracturi, la care tratamentul cu alte medicamente aprobate pentru tratarea osteoporozei nu este posibil.